# Una nueva y gloriosa nación
Una nueva y gloriosa nación es una película muda en blanco y negro dirigida por Albert H. Kelley sobre el guion de Julián de Ajuria, W.C. Clifford y Garrett Graham. Es una coproducción de Argentina y Estados Unidos que se estrenó en el Teatro Nacional Cervantes de Buenos Aires el 10 de marzo de 1928.

## Reparto
- Francis X. Bushman: Manuel Belgrano.
- Jacqueline Logan: Mónica Salazar.
- Guido Trento: Monteros.
- Paul Ellis: el gaucho Balcarce.
- Henry Kolker: Virrey Cisneros.
- Charles Hill Mailes: Cornelio Saavedra.
- Jack Hopkins: Lezica.
- Charles K. French: Salazar.
- Olive Hasbrouck: Mariana.
- Mathilde Comont: la tía Rosita.
- Jack Ponder: George Gordon.
- Lige Conley: Gómez.
- Gino Corrado: Mariano Moreno.
- Frank Hagney: Goyenecha.
- Otto Hoffman: el padre de Balcarce.
- Margaret McWade: la madre de Balcarce.
- James Gordon: el obispo.
- Serge Tatarski: Juan José Castelli.
- Henry Herbert: Martin Rodríguez.
- Harry Semels: Antonio Luis Beruti.
- Elmer Dewey: Domingo French.
- Curt Furburg: un patriota.

## Producción
El empresario vasco Julián de Ajuria, que había producido hacia la época del Centenario algunas de las primeras películas de ficción argentinas, era un profundo admirador del cine de Hollywood. El sueño de este productor era realizar un filme histórico nacional con la grandilocuencia y fastuosidad del cine hollywoodense, y por muchos años intentó interesar a varios productores americanos en ese proyecto. Finalmente, cansado de negativas, el empresario decidió invertir por cuenta propia el dinero necesario para el rodaje de este film que, según diversas fuentes de la época, se aproximó a los 300.000 dólares; la réplica del Cabildo de Buenos Aires costó quince mil dólares, se contrataron asesores históricos para que los escenarios y el vestuario fueran los más fieles posibles y en las batallas y escenas de masas trabajaron dos mil extras. La película fue titulada retomando una frase de la versión original del Himno nacional argentino, estuvo a cargo del ignoto director norteamericano Albert H. Kelley y contó con el guion y la supervisión histórica de De Ajuria y con la producción de su empresa, la Sociedad General Cinematográfica. Cruzando una imaginaria intriga sentimental entre el revolucionario Manuel Belgrano y la hija de un general español que secretamente abraza la causa patriota, el filme se sumerge en los sucesos que condujeron a la Revolución de Mayo en 1810 y sigue las acciones de este prócer argentino hasta los campos de batalla. La película fue interpretada por importantes estrellas norteamericanas de la época, con Francis X. Bushman interpretando a Belgrano y la actriz Jacqueline Logan –que acababa de triunfar en el codiciado rol de María Magdalena en la bíblica The King of Kings (Cecil B. DeMille, 1927)– en el rol de su joven prometida. Una nueva y gloriosa nación contó al menos con dos versiones, una larga destinada al público argentino y otra abreviada y despojada de las escenas más localistas, dirigida al mercado extranjero. Esta última versión fue distribuida en los Estados Unidos por la empresa Film Booking Offices of America Inc. (FBO), que con el advenimiento del cine sonoro se fusionó con RCA y otras compañías para formar la célebre RKO Radio Pictures. La FBO fue también la encargada de distribuir el filme en Europa, donde fue estrenado con los nombres de The Beautiful Spy en Inglaterra, La carica dei gauchos en Italia, Belgrano der Freiheitsheld en Alemania y La carga de los gauchos en España, todos títulos que aludían vagamente a los patrióticos sucesos representados.

## Recepción
Cuando en febrero de 1928 la película fue preestrenada en la residencia particular del presidente Marcelo T. de Alvear, asistieron importantes personalidades de la época y unos días después en una elogiosa carta dirigida a De Ajuria el Presidente afirmó que el filme era un muy eficaz medio para la educación patriótica, “tan necesaria para la formación del espíritu nacional”. La película tuvo buena recepción de público al ser estrenada comercialmente y continuó exhibiéndose durante dos años, hasta la llegada del cine sonoro al país. Varios educadores e intelectuales de la época también destacaron sus valores educativos, incluyendo al rector de la Universidad de Buenos Aires, el historiador Ricardo Rojas, que había manifestado contra el cine por el mal uso que de él se hacía “en su repertorio generalmente corruptor de la moral y estética del pueblo”, alabó la obra y propició que “ella inicie un repertorio de la misma especie, para el que hay en la tradición argentina argumentos adecuados”.
El 21 de julio de 1928 se realizó en el cine Callao una exhibición para mil niños asilados en establecimientos de la Sociedad de Beneficencia de Buenos Aires, acompañada por una lección de historia y el entonces Ministro de Guerra y posterior presidente de la nación, Agustín P. Justo, en junio de 1928 envió a De Ajuria una nota elogiosa pidiéndole que el filme se diera en todos los cuarteles “a fin de que ella llegue a toda la tropa en servicio”.

## Extravío y posterior encuentro del filme
Los investigadores consideraron que la película estaba perdida. En 2010 Andrea Cuarterolo encontró dos copias del filme que, bajo el nombre de The charge of the gauchos, se conservaban en la Cinemateca del Friuli en Gemona y en la Cinemateca Alemana de Berlín en una de las versiones reducidas que circularon en Italia, realizada por el célebre escritor, guionista y dramaturgo Vittorio Malpassuti y que fue exhibida en la 32.ª edición de Le Giornate del Cinema Muto, un festival dedicado a los primeros treinta años del cine.